# Liudgeriden

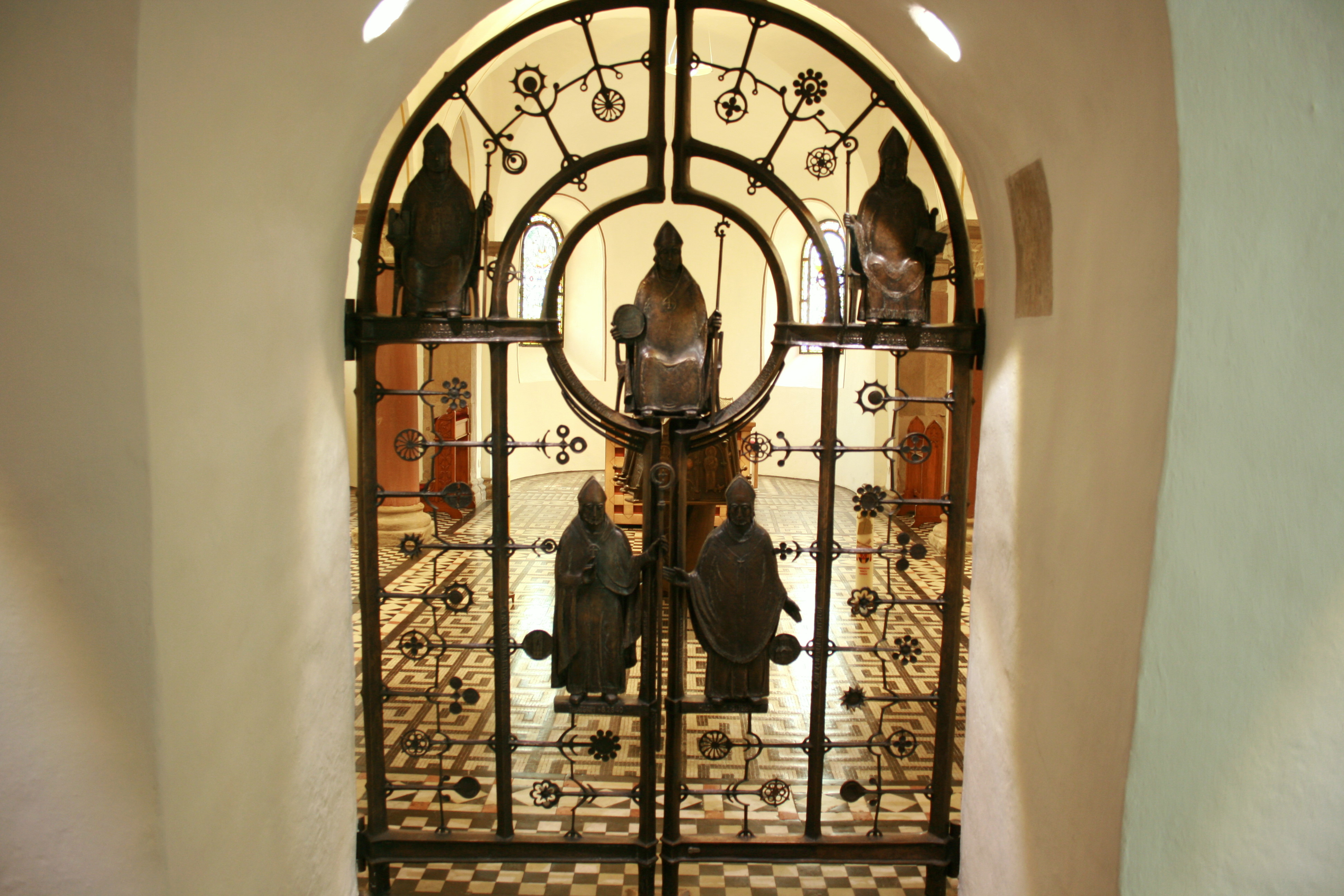
Eingang zur Liudgeridenkrypta in Essen-Werden

Liudgeriden ist ein mediävistischer Begriff zur Bezeichnung der Familie bzw. Sippe des heiligen Liudger. Der Begriff taucht in der mittelalterlichen Überlieferung nicht auf, er bestand jedoch bereits im 19. Jahrhundert. Als Adjektiv ist der Fachbegriff liudgeridisch im Gebrauch. Als Liudgeridenkrypta wird die Außenkrypta der ehemaligen Abteikirche St. Ludgerus in Essen-Werden bezeichnet, wo Gebeine von Angehörigen Liudgers bestattet sind. Mit einer Ringkrypta bildet sie eine Memoria.

## Liudger und seine Familie
Der heilige Liudger (* um 742 bei Utrecht; † 26. März 809 bei Billerbeck) war Missionar, Gründer des Klosters Werden sowie des Helmstedter Klosters St. Ludgeri, Werdener Klosterleiter und erster Bischof von Münster. Er war der Sohn christlicher Eltern und Mitglied eines angesehenen und weit verzweigten friesischen Adelsgeschlechts.
- In der Großelterngeneration Liudgers tritt väterlicherseits das Ehepaar Uursing und Adalgard in Erscheinung. Uursing, der den Beinamen Ado trug, soll sich mit dem Friesenkönig Radbod überworfen und zu Grimoald dem Jüngeren ins Frankenreich geflüchtet haben, wo er zum Christentum übergetreten sei.
- Mütterlicherseits sind Nothrad und Adelburg als Großeltern Luidgers bekannt, Letztere mit den Brüdern Uuillibraht und Thiadbraht.
- Als Vater Liudgers ist Thiadgrim verbürgt, der einen Bruder namens Nothgrim hatte. Liudgers Mutter hieß Liafburg; einer Legende zufolge soll sie von ihrer heidnischen Großmutter, der Mutter ihres Vaters Nothrad, zur Tötung bestimmt worden sein, weil Adelburg, ihre Mutter, nur Töchter und keinen Sohn geboren habe.
- Überliefert als Geschwister Liudgers sind Hildegrim, der zweite Abt von Werden, der Missionar des späteren Bistums Halberstadt und 30. Bischof von Chalon-sur-Marne, und Heriburg von Nottuln, der die Gründung eines Stiftes in Nottuln zugeschrieben wird.
- Neffen, Söhne namentlich unbekannter Schwestern Liudgers, waren Gerfried, der dritte Abt der Klöster Werden und Helmstedt und der zweite Bischof von Münster, Thiatgrim, vierter Abt von Werden und Helmstedt und erster Bischof von Halberstadt, sowie Hildegrim II., der dritte Bischof von Halberstadt.
- Als Blutsverwandte Liudgers und Hildegrims, verwandtschaftlich jedoch nicht genauer zu bestimmen, sind Altfrid, der dritte Bischof von Hildesheim, Gerswith, die erste Äbtissin des Stiftes Essen, und ein gewisser Bertold, der im dritten Viertel des 9. Jahrhunderts das Eigentum am Kloster Werden beanspruchte und so die „Bertoldschen Wirren“ auslöste, die einen inneren und äußeren Verfall des Klosters herbeiführten.

Der Mediävist Karl Schmid meinte über die ‚Liudgeriden‘, ein ihnen zugeschriebenes dynastisches Amts- und Selbstverständnis sowie ihr Eigenkloster Werden:

„Hier zeigen sich die Kriterien, die erkennen lassen, wie sich in der locker gefügten Adelsstruktur eine ‚Familie‘ oder ein ‚Geschlecht‘ zu profilieren (…) vermochte: Es ist etwa der Sendungsauftrag des Christentums, der eine Familie über die Zeit hinweg zusammenbinden konnte. Es ist ein Amt, das durch die Weitergabe in der Familie geradezu zum Kern und Angelpunkt derselben werden konnte und so sehr als ‚objektives Substrat‘ erscheint, daß die Familie mit seiner Aufgabe, dem Verzicht auf das Amt, aus der Überlieferung verschwindet und damit in die Ungeschichtlichkeit zurücksinkt. Im Fall der ‚Liudgeriden‘ ist es nicht ein weltliches, sondern ein geistliches Amt, das Bischofsamt. Es ist weiter ein Besitztum, das als Erbgut in der Familie weitergegeben werden konnte und die jeweiligen Erben zusammenbindet im Hinblick auf den jeweiligen Erblasser, schließlich gar auf den Begründer der Erbmasse. Hier ist es das Eigenkloster Werden, das als erbliches Gut den jeweiligen Inhaber, nämlich Bischöfe, in Erscheinung treten läßt: die ‚Liudgeriden‘. Es ist ein Bewußtsein, das mit der Christianisierung der Familie einsetzt, auf einem Sendungsauftrag beruht, in der gemeinsamen, kontinuierlichen Ausübung des Amts und der Herrschaft, des bischöflichen Amtes und der Eigenklosterherrschaft kulminiert und in einer gemeinsamen Grablege seinen letzten sichtbaren Ausdruck findet.“